# IC 2382
IC 2382 је спирална галаксија у сазвјежђу Рак која се налази на листи објеката дубоког неба у Индекс каталогу.
Деклинација објекта је + 22° 3' 12" а ректасцензија 8h 28m 46,1s. Привидна величина (магнитуда) објекта IC 2382 износи 14,2 а фотографска магнитуда 15,1. IC 2382 је још познат и под ознакама MCG 4-20-64, CGCG 119-114, ARAK 164, PGC 23787.